# Steinkohlenbergwerk Bölhorst
Das Steinkohlenbergwerk Bölhorst, später auch als Vereinigte Zeche Laura & Bölhorst bekannt, befand sich im ostwestfälischen Bergarbeiter-Dorf Bölhorst, das seit 1973 zur Stadt Minden gehört. Abgebaut wurde dort seit der Zeit des Dreißigjährigen Kriegs Steinkohle.

## Geschichte
Seit circa 1638 bis 1661 wurden die Kohlen auf der Bölhorst fast ausschließlich „wild“, also schwarz, oder auch illegal, abgebaut. Die Kohle wurde zumeist am Ausgehenden des Kohlenflözes (kohlenhaltige Schicht), oberhalb, an der Tagesoberfläche, am Südhang der Bölhorst in kleinen Tagebauen abgebaut.
Durch Friedrich Wilhelm, Kurfürst von Brandenburg wurde dann 1662 die erste Bergordnung erlassen. Im Folgejahr 1663 beauftragte man den Landrentenmeister von der Hoya mit der Aufsicht über das Steinkohlenbergwerk Bölhorst. Zum gleichen Zeitpunkt wurde es durch den Kurfürsten unter Strafe gestellt „fremde“ Steinkohlen einzuführen, auf die Durchgehenden verhängte man einen hohen Zoll.
Erst 1743 wurde der semiprofessionelle bergmännische Kohlenabbau durch die Gewerkschaft Minden-Ravensberg aufgenommen, die sich mit sämtlichen Bergwerken im Fürstentum Minden und der Grafschaft Ravensberg hatte belehnen lassen. Die Gewerkschaft wurde circa 1740 durch Wilhelm-Heinrich-Christian Fincke und dem Freiherrn von der Recke mit Sitz in Lübbecke gegründet. Diese Gesellschaft hatte sich als Hauptaufgabe die Anlage von Bergwerken auf Steinkohlen und Silber gesetzt. Außer in Minden wurden auch bei Bielefeld und Halle in Westfalen Steinkohlenbergwerke betrieben sowie bis 1748 die Lübbecker Silbergruben.
Durch die Regierung in Minden ergeht im Jahr 1770 der Befehl „um das Debit die inländischen Steinkohlen tunlichst zu fördern“. Die Einfuhr „fremder“ Steinkohlen wird erneut bei Strafe verboten, die benötigten Kohlen können zu einem billigeren Preis von der Bölhorst erworben werden, so die Regierung.
Laut P.F. von und zu Weddigen gab es 1784 auf der Bölhorst 16 Schächte und einen Tagesstollen. Von den Schächten waren nur noch zwei in Betrieb, die anderen waren bereits ausgekohlt. Die Namen der zwei aktiven Schächte waren „Hülfe Gottes Sanctus Ursula“, in dem zehn Arbeiter beschäftigt wurden und „Endstation Hoffnung“, der erste Kunstschacht, in dem 90 Arbeiter beschäftigt waren. Die Arbeiter gelangten über sogenannte Fahrten (hölzerne Leitern), welche senkrecht, oder lotrecht, in der Schachtwand montiert waren, nach unten, in die tiefen dunklen, feuchten Stollen. Die Grube wurde durch einen Tagesstollen, oder auch Wasserlösungsstollen, entwässert, der bei etwa 52 Meter über NN lag, der noch heute das salzige, ockerfarbene Grubenwasser zu Tage führt. Das Wasser aus dem tiefer liegenden Stollen musste rund 112 Meter hoch, bis auf den Tagesstollen bei Erbe gebracht werden. Dies geschah durch eine sogenannte „Kunst“, welche die Grubenwasser aus den „Kunstschächten“ hob. Diese Kunst, war eine Art primitive, maschinelle Pumpe, die über ein Holzschaufelrad per Pleuel eine Pumpe antrieb. Die Kohlen wurden mit einem Pferdegöpel aus den Schächten zu Tage gefördert, hierbei läuft ein Pferd an einer Art „Karussell“, ein Holzrad als Seilwinde, in die jeweilige Richtung, in der das Seil hinauf, oder hinab bewegt werden soll. Die Förderstrecke, sprich Stollen, in denen die Bergleute arbeiteten, waren teils mit einem hölzernen Türstock ausgebaut, teils ein freistehendes selbsttragendes steinernes Gewölbe, ungefähr von Mannshöhe und von der Breite, dass zwei Kumpel aneinander vorbeigehen konnten.
Bis zur ersten Stilllegung 1812 lautete der Bergwerksname „Steinkohlenbergwerk Bölhorst“. Ab 1852, mit Wiederinbetriebnahme, lautet der Name „Gewerkschaft Steinkohlengruben Laura, Aussicht und Bölhorst“. Nach 1862 wird dann der Name „Vereinigte Zeche Laura & Bölhorst“ verwendet.
Hauptabnehmer der Steinkohlen von 1847 bis 1886 waren die „Saline Neusalzwerk“, die Glashütte Gernheim, sowie diverse Ziegeleibetriebe im Umfeld von Bölhorst. Versuchsweise wurden von 1857 bis 1859 die Bölhorster Kohlen auch zur Eisenhütte nach Barkhausen transportiert und dort für die Verhüttung des unter anderem im Wittekindsberg durch die Eisensteinzeche Georg gewonnene Eisenerz verwendet.

## Zahlen und Fakten
Arbeiterzahlen auf der Zeche Bölhorst:
- 1748 – 100 Arbeiter
- 1753 – 065 Arbeiter
- 1754 – 100 Arbeiter
- 1784 – 100 Arbeiter
- 1848 – 141 Arbeiter
- 1853 – 280 Arbeiter
- 1855 – 233 Arbeiter
- 1862 – 150 Arbeiter